# 营口厅
营口厅，清朝的厅，同治五年（1866年）置，属盛京将军辖区（后奉天省）奉天府，治所在今辽宁省营口市。

## 历史沿革
清代康熙年间，朝廷准许蒙古巴尔虎部在此地放牧。他们的窝棚连成一片，远看如同军营，即被称为“营子”；又因该地潮水涨落显著，潮退时沟渠干涸，潮涨时水漫沟渠，故得名“没沟营”；“营口”则是清政府官方文书中“没沟营口岸”的简称。同治五年（1866年），清政府在营口设立奉锦山海关道，负责管辖自山海关至鸭绿江口的辽东地区的涉外事务及厘税管理。1867年，清政府增设营口海防同知厅，管理海疆治安，这是“营口”二字首次出现在官方机构的命名中。宣统元年（1909年）升为营口直隶厅，直属奉天省。1913年改置为营口县。 